# Кайбелы
Кайбелы — исчезнувшее село Чердаклинского района Ульяновской области РСФСР, существовавшее до 1956 года. Затоплено Куйбышевским водохранилищем. С 2004 года на территории Заволжского района Ульяновского городского округа.

## География
Село располагалось в 38 км к югу от Заволжского района (Ульяновск), на левом берегу реки Волга, при речке Кайбелка. Рядом с селом Крестово-Городище, в 4 км от села Красный Яр и в 7 км от села Криуши. [Карта 1950 г.]

## Название
Этимология топонима: «Кайбелы» (с тюрк.) — «Проигравший».

## История
Точных данных об основании Кайбел нет, но в писцовых книгах Казанского уезда Ивана Болтина за 1603 год упоминается служивый татарин Кайбула Карамышев, которому дали в замен землю в районе устья реки Черемшан, а эта земля в 1661 году была отдана Костромскому Богоявленскому монастырю.
В 1603 году на месте села Кайбелы находилась деревня под названием Исенгили, а в ней жил татарин Кайбула, то есть на месте русского поселения прежде было татарское, и само название села просто повторяет на русский лад татарское имя — Кайбулла как Кайбелы.
Заселение новых земель осуществлялось путем насильственного изъятия поместий от представителей бывшей казанской знати. Земли, о которых идет речь, в период Казанского ханства принадлежали князю Момашу, затем они перешли к Кайбулле Карамышеву. Он потерял эти земли и «многожды бил челом в Казань о возвращении ему этой пустоши, но безрезультатно».
С 1708 года село входило в Казанского уезда Казанской губернии (1708—1781).
В 1744 году здесь уже была Ильинская церковь.Фото 1950-х г. Ильинская церковь с. Кайбелы 
В 1780 году село Ильинское Кайбелино тож вошло в состав Ставропольского уезда Симбирского наместничества.
В 1791 году прихожанами в Кайбелах была построена деревянная холодная однопрестольная церковь — во имя пророка Илии. В ночь с 4 на 5 мая 1879 года в селе сгорела Ильинская церковь, которую вновь построили в феврале 1880 года (перевезли из с. Кремёнки (ныне в Новоульяновске)).
В 1796 году село вошло в Симбирскую губернию.
В 1851 году село вошло в состав Ставропольского уезда Самарской губернии.
В 1859 году село Кайбелы входило во 2-й стан Ставропольского уезда Самарской губернии.
В 1861 году село вошло в Крестовогородищенскую волость.
На 1889 год в селе Кайбеллы были: церковь, 1 водяная и 3 ветряных мельниц. и одна обдирка.
В 1894 году была построена новая деревянная, на каменном фундаменте, однопрестольная церковь во имя пророка Ильи, с такой же колокольней и покрытой железом крышей — Ильинская церковь .
В Первой мировой войне участвовали более 100 односельчан. Среди них: К. Ф. Шагинов, С. М. Исаков, А. П. Исаев и др. В селе были созданы военные лазареты.
В 1918 году образован Кайбельский сельский Совет.
С 1919 года — в Мелекесском уезде.
С 1928 года — в Николо-Черемшанском районе (1928—1929 и 1935—1956) Ульяновского округа Средне-Волжской области (1928—1929) / Средне-Волжского края (с 1929—1936).
В 1930 году образован колхоз «Память Ильича».
В декабре 1937 года, в результате гонений на церковь, Ильинская церковь была закрыта; служителей арестовали и репрессировали.
С 1943 года — в Ульяновской области.
В 1952 году в связи с затоплением Куйбышевским водохранилищем жители села стали переезжать на новое место, где вместе с жителями села Крестовое Городище основали новое село — Крестово-Городище и Белорыбка.
В 1955 году Ильинскую церковь разобрали, а из стройматериалов построили клуб в Крестово-Городище (располагался рядом с современным кирпичным клубом).

## Население
| Год  | Число дворов | Число жителей | Примечания |
| ---- | ------------ | ------------- | --- |
| 1780 |              | 99            | Экономические крестьяне                                                                                                   |
| 1848 | 67           | 548           | Удельные крестьяне. 5 раскольников Спасова согласия.                                                                      |
| 1859 | 71           | 515           | Удельные крестьяне, есть православная церковь.                                                                            |
| 1889 | 156          | 801           | Церковь, 1 водяная и 3 ветряных мельницы и 1 обдирка.                                                                     |
| 1900 | 166          | 925           | Церковь, церковно-приходская школа, 5 ветр. мельниц. В примечаниях написано: в 1846 г. найдена Булгарская золотая монета. |
| 1910 | 181          | 912           | Церковно-приходская школа, кирпичный завод, 1 паровая и 5 ветряных мельниц и 2 просо-обдирки.                             |
| 1930 | 322          | 1532          | |

## Известные уроженцы
- Вахрамеев Михаил Фёдорович — Герой Советского Союза.
- Рождественский Христофор Александрович (1904—1987) — военачальник, генерал-майор авиации, командир 30 отдельный разведывательный Севастопольский Краснознаменный авиационный полк ВВС ВМФ (30-й орап ВВС ЧФ)[18][19][20].

## Достопримечательности

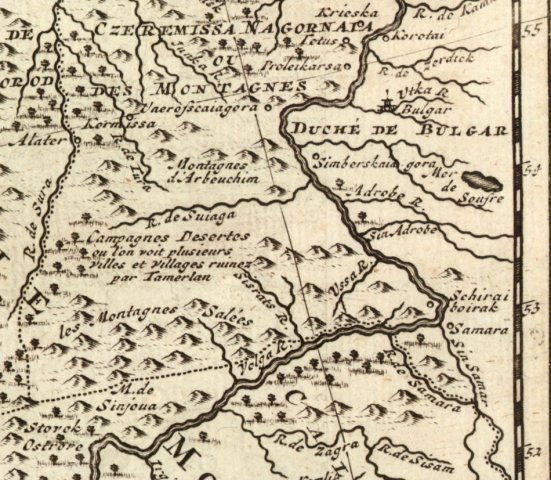
Карта Московии. Фрагмент — Княжество Булгар — Синбирское Городище. 1729 г.

- Карта Московии. Фрагмент — Княжество Булгар — Синбирское Городище. 1729 г.Не далеко от села в древности находилось городище Волжско-Камской Булгарии — Синбирское Городище[21], по названию которого был назван    город Синбирск (ныне Ульяновск). [Археологическая карта 1900 г.]
- В 1851 году около села Кайбелы местные рыбаки нашли на берегу Волги золотую цепь с бляхой. Находка была подарена государю—императору Николаю I, который приказал хранить ценную находку в Московской оружейной палате. Вес находки составляет один фунт и десять золотников [21].
- Первые раскопки курганов близ Кайбел провели в 1901 г. хранитель музея при СГУАК П. А. Александров и в 1905 г.  В. Н. Поливанов. В одном кургане был найден на глубине полтора аршина истлевший человеческий костяк и несколько костей лошади, а при них небольшой горшок из черной глины. В УОКМ сохранились срубные сосуды, доставленные симбирскими археологами[22].
- В 1925 г. Кайбельская и курганная группа обследована В. В. Гольмстен. Тогда же большие раскопки на ней произведены В. А. Городцовым, При этом обследованы восемь курганов и вскрыто около 70 захоронений[22].
- В 1953 г. три кургана раскопаны Н. Н. Мернертом[22].

## Память
- Один из памятников археологии Чердаклинского района (постановление Совета Министров РСФСР от 04.12.1974 г.; распоряжение Главы администрации Ульяновской области от 29.07.1999 г.) Комитета Ульяновской области по культурному наследию назван «Поселение "Кайбелы-I"» (1-я четв. II тыс.)[23].